# Eastborough
Eastborough és una població dels Estats Units a l'estat de Kansas. Segons el cens del 2000 tenia 826 habitants.

## Demografia
Segons el cens del 2000, Eastborough tenia 826 habitants, 308 habitatges, i 254 famílies. La densitat de població era de 797,3 habitants/km².
Dels 308 habitatges en un 36,4% hi vivien nens de menys de 18 anys, en un 75% hi vivien parelles casades, en un 5,5% dones solteres, i en un 17,5% no eren unitats familiars. En el 14,3% dels habitatges hi vivien persones soles el 6,2% de les quals corresponia a persones de 65 anys o més que vivien soles. El nombre mitjà de persones vivint en cada habitatge era de 2,68 i el nombre mitjà de persones que vivien en cada família era de 2,99.
Per edats la població es repartia de la següent manera: un 27,4% tenia menys de 18 anys, un 3,5% entre 18 i 24, un 20,2% entre 25 i 44, un 35,5% de 45 a 60 i un 13,4% 65 anys o més.
L'edat mediana era de 44 anys. Per cada 100 dones de 18 o més anys hi havia 100 homes.
La renda mediana per habitatge era de 138.564 $ i la renda mediana per família de 150.635 $. Els homes tenien una renda mediana de 82.730 $ mentre que les dones 48.750 $. La renda per capita de la població era de 71.101 $. Entorn del 4,4% de les famílies i el 5,8% de la població estaven per davall del llindar de pobresa.

## Poblacions més properes
El següent diagrama mostra les poblacions més properes.